# A városi doktor
A városi doktor (eredeti cím: Kasaba Doktoru) egy 2022 és 2023 között bemutatott török orvosi drámasorozat, melynek főszereplői Ozan Akbaba, Deniz Can Aktaş és Hazal Subaşı.
Törökországban 2022. április 8-tól 2023. január 18-ig sugározta a TRT1. Magyarországon 2023. május 8-a és 2023. július 5. között sugározta az első évadot a Super TV2. A második évad vetítése szintén ugyanezen a csatornán folytatódott 2023. július 6.-án, azonban a kedvezőtlen nézettségi adatok miatt szeptember 11-től október 4.-ig az Izaura TV-n folytatódott a második évad vetítése. l
A széria a Dr. Romantic című dél-koreai sorozat remake-je.

## Szereplők
| Szereplő                          | Színész            | Magyar hang     |
| --------------------------------- | ------------------ | --------------- |
| Dr. Hakan Aydıner/Dr. Kemal Demir | Ozan Akbaba        | Posta Victor    |
| Dr. Ömer Özen                     | Deniz Can Aktaş    | Kékesi Gábor    |
| Dr. Leyla Erpek                   | Hazal Subaşı       | Gáspár Kata     |
| Mine Yıldız                       | Vildan Atasever    |                 |
| Yalçın Aygün                      | Sinan Albayrak     | Kárpáti Levente |
| Dr. Berk Aygün                    | Özgün Karaman      |                 |
| İhsan Bozkır                      | Sinan Demirer      |                 |
| Onur Günce                        | Tarık Uğur Özenbaş |                 |
| Dr. Murat Dilkor                  | Özgür Cem Tuğluk   | Markovics Tamás |
| Turgut Ölgü                       | Barış Yıldız       |                 |
| Neslihan Gümüşok                  | Didem İnselel      |                 |

## Évados áttekintés
| Évad | Évad | Török epizódok száma | Magyar epizódok száma | Eredeti sugárzás    | Eredeti sugárzás | Eredeti sugárzás | Magyar sugárzás | Magyar sugárzás  | Magyar sugárzás |
| Évad | Évad | Török epizódok száma | Magyar epizódok száma | Évadpremier         | Évadfinálé       | Eredeti adó      | Évadpremier     | Évadfinálé       | Magyar adó      |
| ---- | ---- | -------------------- | --------------------- | ------------------- | ---------------- | ---------------- | --------------- | ---------------- | --------------- |
|      | 1.   | 13                   | 42                    | 2022. április 8.    | 2022. július 1.  | TRT 1            | 2023. május 8.  | 2023. július 5.  |                 |
|      | 2.   | 19                   | 65                    | 2022. szeptember 2. | 2023. január 18. | TRT 1            | 2023. július 6. | 2023. október 4. |                 |